# Aleksander Zdanowicz (historyk)

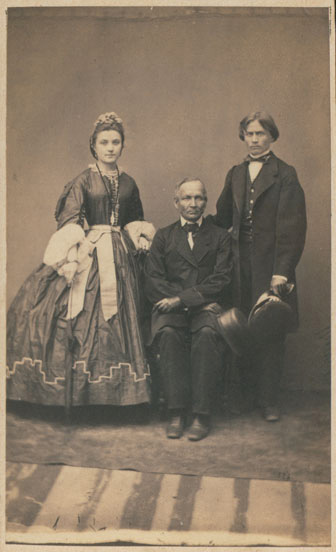
Rodzina Zdanowiczów (Wilno, ok. 1860 r.)

Aleksander Maria Zdanowicz (ur. 26 lutego 1805, Bielkiewicze nad Ptyczą, powiat ihumeński, zm. 17 maja 1868, Wilno (na Zarzeczu)) – polski historyk, filolog, leksykograf, pedagog i autor podręczników.

## Życiorys
Urodził się w katolickiej rodzinie szlacheckiej Antoniego Zdanowicza w zaścianku Bielkiewicze nad rzeką Ptyczą w pobliżu miasta Ihumeń (obecnie Czerwień (Białoruś)) w guberni mińskiej. Miał dwóch braci i siostrę. Edukację rozpoczął w szkole parafialnej w Dudziczach. Uczył się sześć lat w bazyliańskiej szkole w Ladach, następnie był przez dwa lata preceptorem. W roku 1827 rozpoczął studia filologiczne na Cesarskim Uniwersytecie Wileńskim, które ukończył w 1831 roku. Otrzymał stanowisko nauczyciela w Instytucie Szlacheckim w Wilnie. W latach 1834–1849 był przez 15 lat wykładowcą języka łacińskiego. Ok. 1840 ożenił się z nauczycielką Emilią Piasecką, która urodziła czworo dzieci: Ignacego, bliźnięta Teresę i Henryka oraz Michalinę. Od 1849 do 1863 był nauczycielem historii. W następstwie represji po powstaniu styczniowym utracił posadę nauczyciela. Syn Ignacy Zdanowicz (ur. 1841) za udział w powstaniu został powieszony 1 grudnia 1863 na Placu Łukiskim w Wilnie.
W 1859 został członkiem zwyczajnym Wileńskiej Komisji Archeologicznej.

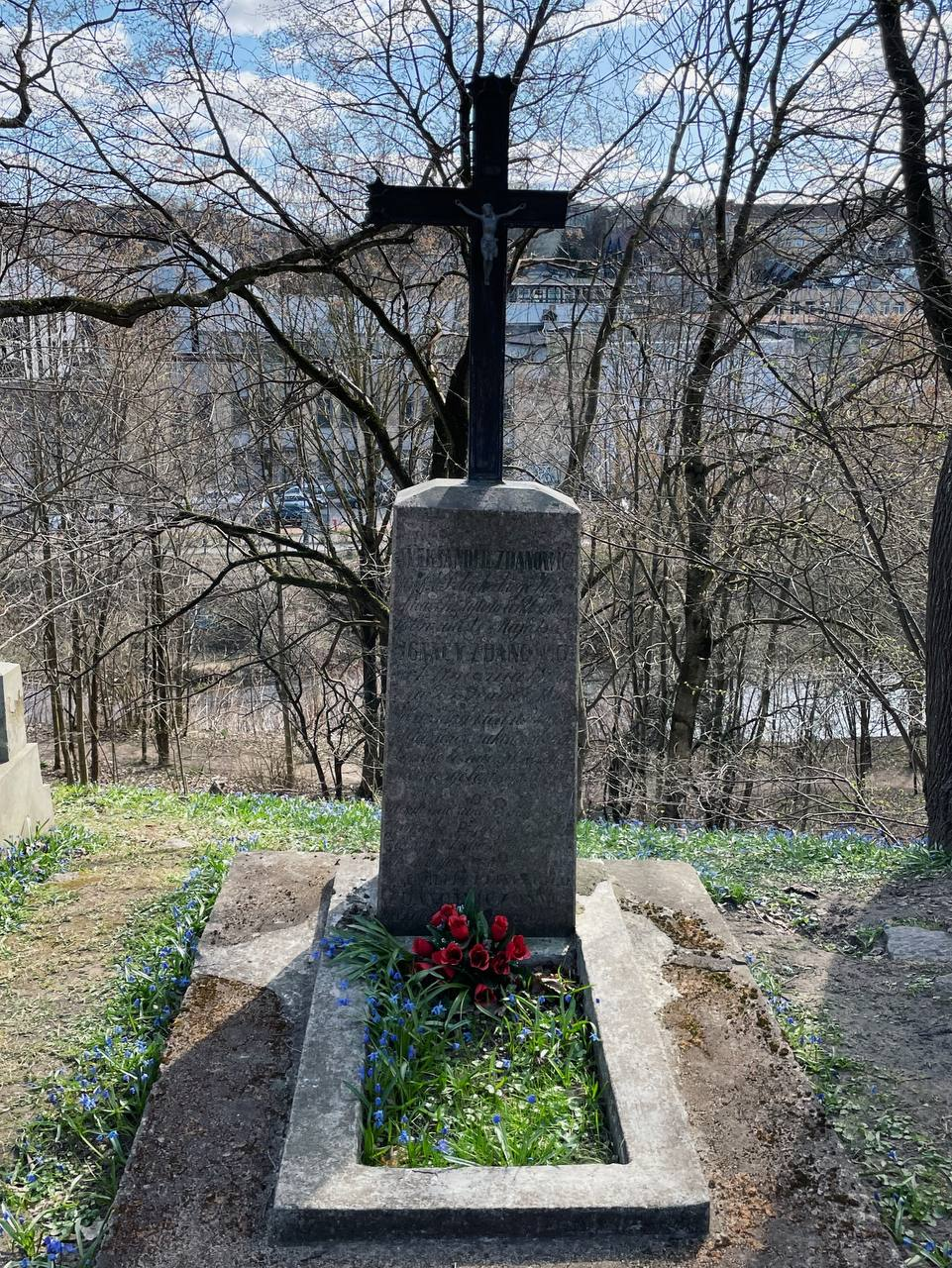
Grób historyka Aleksandra Zdanowicza na cmentarzu Bernardyńskim w Wilnie

Wydał jedenaście podręczników oraz opracował siedem skryptów jako rękopisy. Przetłumaczył z języka rosyjskiego trzy obszerne monografie historyczne Ivana Kajdanova (1782–1843). Pracował w redakcji Kuryjera Wileńskiego, gdzie współpracował z Antonim Odyńcem, oraz był jednym z redaktorów Słownika języka polskiego. Napisał biografię generała Mariana Langewicza, który w marcu 1863 ogłosił się dyktatorem powstania styczniowego.
Do nauki historii polskiej zastosował mnemotechniczną „metodę polską“ Antoniego Jaźwińskiego opisaną w dziele Tablica chronograficzna, podług metody Jaźwinskiego... wydanej w Wilnie w 1845 .

## Publikacje
- Dykcyjonarzyk francuzki z krótką informacyją wymawiania i rozmowami. Wilno 1829 i 1832.
- Grammatyka francuzka dla dzieci. Wilno 1830, 1839 i 1844.
- Abecadło albo elementarz francuzki dla dzieci. Wilno 1830 i 1840.
- Wypisy francuzkie dla dzieci, poczynających naukę tego języka[8]. (dziewięć wydań od 1831 do 1859)
- Tablice regularnych koniugacyi łacińskich. Wilno 1837.
- Tablica chronograficzna, podług metody Jaźwinskiego, obejmująca wykład nowej metody uczenia chronologii, jako też spis cesarzów i królów, w tablicy chronograficznej zawartych od N. C. do dnia dzisiejszego. Wilno 1845[9].
- Rys chronologiczno-historyczny państw nowożytnych od V wieku do dziś dnia, z kilku mappami i genealogijami, tudzież zbiorem pytań dla poczynających. Wilno 1844, 1853 i 1861.
- Objaśnienie chronologicznej tablicy, obejmującej porządek następstwa cesarzów i królów w XX narodach, od początku ery chrześcijańskej do dnia obecnego. Wilno 1837.
- Szkic historyi polskiej dla dzieci z chromolitografijami. Wilno 1857, 1859 i 1862.
- Szkic historyi powszechnej. Wilno 1861.
- Historyja powszechna dla szkolnej młodzieży. (2 tomy), Wilno 1861 i Warszawa 1871.
- Dziesięć dni dyktatury. Wspomnienie z lat ubiegłych. Gorlice 1901.

Przekłady z języka rosyjskiego
- Historyja powszechna krótko zebrana przez Kajdanowa. (3 tomy), Wilno 1845.
- Historyja średnich wieków. Wilno 1845.
- Historyja nowych wieków. Wilno 1846.

## Rękopisy i skrypty
- Historyja literatury polskiej dla młodzieży żeńskiej.
- Geografija dawnej Polski ze szczególnym względem na jej stronę historyczna i malowniczą.
- O organizacyi rządu, starożytnej Polski.
- Kosmografija dla pensyi żeńskich.
- Przegląd systematyczny całego obszaru wiedzy ludzkiej.
- Nauka praktyczna języka łacińskiego dla dzieci.
- Panowanie Stanisława Poniatowskiego, podług najnowszych źródeł, dla młodzieży.